# Richard Fire
Richard Fire (* 12. November 1945 in Paterson, New Jersey; † 8. Juli 2015 in Red Bank, New Jersey) war ein US-amerikanischer Drehbuchautor und Schauspieler.

## Leben
Richard Fire wurde am 12. November 1945 in Paterson geboren. Er begann seine Laufbahn als Schauspieler in den 1970er-Jahren an der University of Wisconsin–Madison. Dort wurde er von Stuart Gordon entdeckt und trat fortan mit der von ihm gegründeten Organic Theater Company in Chicago auf.
1979 begann Fire seine Laufbahn als Drehbuchautor mit dem Fernsehfilm Bleacher Bums, in dem er auch sein Debüt als Filmschauspieler hatte. Fires größter Erfolg als Drehbuchautor war der 1986 erschienene Thriller Henry: Portrait of a Serial Killer, für den er auf dem portugiesischen Filmfestival Fantasporto zusammen mit John McNaughton in der Kategorie für das beste Drehbuch ausgezeichnet wurde.
Fires Filmrollen beschränkten sich meist auf Nebenrollen, unter anderem 1986 als Gaststar in der Fernsehserie Die Lady mit dem Colt. 1988 spielte er seine wohl bekannteste Rolle als Dr. Seaton in dem Horrorfilm Poltergeist III – Die dunkle Seite des Bösen.
1991 schrieb Fire das Drehbuch zu John McNaughtons Horrorfilm Alienkiller. 2001 beendete er seine Filmkarriere mit der Neuverfilmung von Bleacher Bums (Wettfieber), in der er auch eine Nebenrolle als Catering-Assistent hatte.
Richard Fire war verheiratet und Vater eines Sohnes. Er starb am 8. Juli 2015 nach kurzer Krankheit im Alter von 69 Jahren in einem Krankenhaus in Red Bank.

## Filmografie

### Als Darsteller
- 1979: Bleacher Bums (Fernsehfilm)
- 1984: E/R (Fernsehserie, eine Folge)
- 1986: Die Lady mit dem Colt (Fernsehserie, eine Folge)
- 1988: Poltergeist III – Die dunkle Seite des Bösen
- 2001: Wettfieber (Bleacher Bums, Fernsehfilm)

### Als Drehbuchautor
- 1979: Bleacher Bums (Fernsehfilm)
- 1984–1985: E/R (Fernsehserie, zwölf Folgen)
- 1986: Henry: Portrait of a Serial Killer
- 1988: Alienkiller
- 2001: Wettfieber (Bleacher Bums, Fernsehfilm)